# Olli Huttunen (Biathlet)
Olavi „Olli“ Huttunen (* 10. September 1915 in Iisalmi; † 19. Februar 1940) war ein finnischer Skisportler.
Bei den Olympischen Winterspielen 1936 war er als Soldat Teilnehmer der finnischen Mannschaft beim Demonstrationsbewerb Militärpatrouille, die in dieser Disziplin die Silbermedaille gewann.
Huttunen wurde im Winterkrieg in Impilahti verwundet und starb am 19. Februar 1940 in einem Krankenhaus. Er war ledig und hatte keine Kinder.